# Cyrkuł zaleszczycki
Cyrkuł zaleszczycki (niem. Zaleszczyker Kreis) – jednostka administracyjna Cesarstwa Austrii w Królestwie Galicji i Lodomerii w latach 1782–1809.

## Powstanie cyrkułu

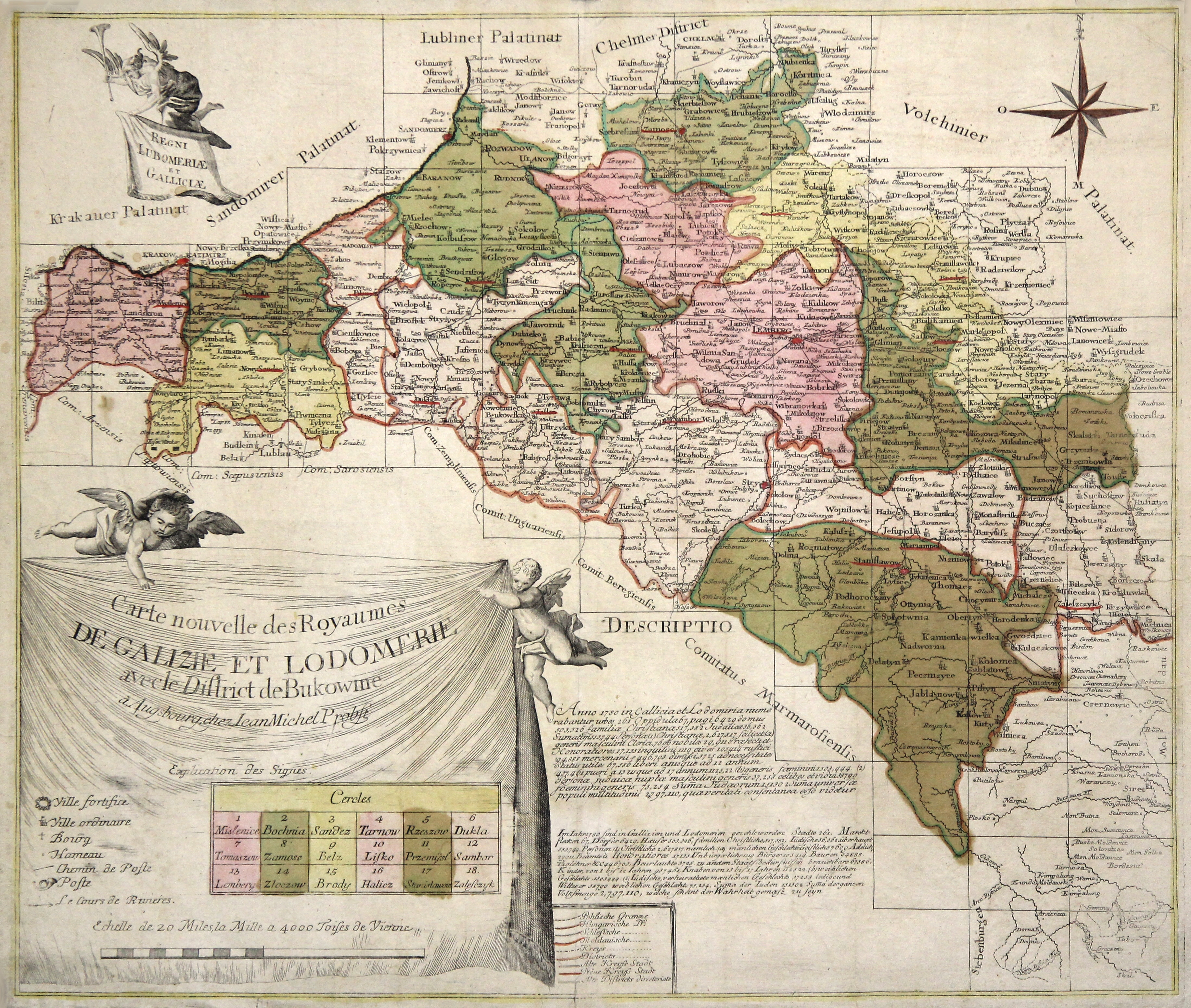
Projekt nowego podziału Galicji na cyrkuły (1780)

Cyrkuł zaleszczycki z siedzibą w Zaleszczykach utworzono w 1782 roku na ziemiach polskich zagarniętych przez Austrię podczas I rozbioru w ramach reformy administracyjnej w Galicji.
Już 2 września 1780 kancelaria nadworna wydała dekret, w którym poinformowała gubernatora o nowych decyzjach w sprawie organizacji administracyjnej. Cesarzowa Maria Teresa Habsburg już od dłuższego czasu planowała wprowadzenie reform mających na celu dostosowanie ustroju Galicji do zasad obowiązujących w niemieckich krajach dziedzicznych. Właśnie zapadła kluczowa decyzja o przekształceniu dotychczasowych dystryktów w cyrkuły. W związku z tym polecono rozpoczęcie prac nad opracowaniem planu reorganizacji. Jednocześnie określono główne wytyczne, które miały stanowić podstawę przy tworzeniu tego planu. Szczególny nacisk położono na to, aby siedziby władz cyrkułów znajdowały się możliwie jak najbliżej ich centrum. Choć zalecano, aby obszary poszczególnych cyrkułów były w miarę równe pod względem powierzchni, nie należało traktować tej zasady zbyt rygorystycznie – w przypadku istnienia ważnych powodów możliwe były odstępstwa od równomiernego podziału. Zwrócono również uwagę, że nie powinno się bez wyraźnej potrzeby zmieniać lokalizacji siedzib władz, ponieważ wiązałoby się to z licznymi trudnościami – między innymi z koniecznością przeniesienia archiwów, które przez osiem lat znacznie się rozrosły. Na zakończenie podkreślono wagę odpowizedniego doboru kadry kierowniczej do obsadzenia nowych stanowisk.
Zgodnie z przyjętymi wytycznymi opracowano memoriał z 1 grudnia 1780, w którym przedstawiono projekt nowego podziału administracyjnego Galicji na 18 mniejszych cyrkułów na bazie dotychczasowych osiemnastu dystryktów. Jednym z nich był cyrkuł zaleszczycki, który powstał w oparciu o dotychczasowy dystrykt Zaleszczyki (1775–1782), należący do cyrkułu halickiego (1773–1782). 
W związku z korektą granic nowych cyrkułów w 1783 roku, do cyrkułu zaleszczyckiego przyłączono dwa wschodnie fragmenty z cyrkułu stanisławowskiego (z Horodenką i Michalczem na północy oraz z Zabłotowem i międzyrzeczem Prutu i Czeremoszu na południu), a także wschodnie pasmo zniesionego cyrkułu mariampolskiego (z Buczaczem i Potokiem). Równocześnie północne połacie cyrkułu zaleszczyckiego (z m.in. Budzanowem, Suchostawem, Chorostkowem, Kopyczyńcami i Husiatynem) weszły w skład nowo utworzonego cyrkułu tarnopolskiego. 

## Zmiana granicy i zniesienie cyrkułu
Na mocy traktatu z Schönbrunn z 14 października 1809 Austria musiała odstąpić Imperium Rosyjskiemu zachodnie Podole. Obszar ten objął cały cyrkuł tarnopolski, wschodni fragment cyrkułu brzeżańskiego, oraz większą część cyrkułu zaleszczyckiego, bez obszarów na zachód od Strypy i na południe od Dniestru:
- z miejscowościami takimi jak: Białobożnica, Bilcze Złote, Borszczów, Czortków, Dźwinogród, Gródek, Jagielnica, Jazłowiec, Jezierzany, Kolędziany, Korolówka, Krzywcze, Kudryńce, Mielnica, Okopy, Probużna, Sidorów, Skała, Tłuste, Ułaszkowce, Uście Biskupie, Uścieczko, Zaleszczyki.

Tereny te władze austriackie wydały Rosji na początku 1810, które dekretem Aleksandra I Romanowa z 14 sierpnia 1810 zostały nazwane Krajem Tarnopolskim. Ponieważ prawie cały cyrkuł zaleszczycki wraz z Zaleszczykami odpadł do Rosji, został on z naturalnych przyczyn zniesiony, a tereny pozostające przy Austrii, zintegrowano z cyrkułem stanisławowskim.  W 1811 roku obszary położone na południe od Dniestru (ze Śniatynem, Gwoźdźcem, Kułaczkowcmi, Zabłotowem, Horodenką i Michalczem) weszły w skład nowo utworzonego cyrkułu kołomyjskiego, natomiast obszary na zachód od Strypy (z Potokiem i Buczaczem) pozostały przy cyrkule stanisławowskim.

## Dalsze losy
Zgodnie z postanowieniami kongresu wiedeńskiego z 6 czerwca 1815 Rosja zwróciła Austrii terytorium Kraju Tarnopolskiego. Początkowo cały zwrócony obszar Kraju Tarnopolskiego przekształcono w reaktywowany cyrkuł tarnopolski. Z uwagi na jego nadmierne rozmiary, zaszła potrzeba utworzenia nowego cyrkułu w południowej części. Nie zdecydowano się jednak na odtworzenie cyrkułu zaleszczyckiego, a w jego miejsce 2 lutego 1816 roku utworzono cyrkuł czortkowski z siedzibą w bardziej centralnie położonym Czortkowie. 
Nowy cyrkuł czortkowski nie objął jednak dawnych zaleszczyckich terytoriów położonych na zachód od Strypy i na południe od Dniestru, które pozostały przy cyrkule stanisławowskim, względnie kołomyjskim (choć zmieniła się granica między nimi). Objął jednak południową część obszarów, które przed 1810 należały do cyrkułu brzeżańskiego (z miejscowościami takimi jak Kujdanów, Bobulińce czy Petlikowce). Zmieniła się też południowa granica cyrkułu tarnopolskiego, ponieważ nowy powiat czortkowski objął większe terytorium niż cyrkuł zaleszczycki sprzed 1810 roku, włączając do niego także rejony Budzanowa, Suchostawu, Chorostkowa, Kopyczyniec i Husiatyna, które w latach 1783–1809 należały do przedtraktatowego cyrkułu tarnopolskiego (choć w latach 1782–1783 należały do cyrkułu zaleszczyckiego).